# Punctulariaceae
Punctulariaceae es una familia de hongos del orden Corticiales. La familia en su sentido actual se basa en la investigación molecular y contiene sólo tres géneros de hongos corticoides. Todos los hongos de la familia son saprotrofos que pudren la madera y crecen en ramas muertas de árboles y arbustos. La distribución es cosmopolita.

## Taxonomía
La familia fue introducida por el micólogo holandés Marinus Anton Donk en 1964 para dar cabida a Punctularia, un género de hongos corticoides cuyas especies se distinguen por formar basidiocarpos (cuerpos fructíferos) efundidos con el himenio (superficie que contiene esporas) en parches, en lugar de distribuirse uniformemente sobre la superficie. Donk colocó a la familia dentro de los Aphyllophorales. Sin embargo, la familia no fue ampliamente adoptada, la mayoría de los textos micológicos prefirieron colocar todos los hongos corticioides (incluidas las especies de Punctularia) en Corticiaceae.
La investigación molecular, basada en el análisis cladístico de la secuencia de ADN, ha resucitado y redefinido a Punctulariaceae para un pequeño clado de hongos corticioides distintos de Corticiaceae y Vuilleminiaceae. En la actualidad, la familia solo contiene una docena de especies en los géneros Dendrocorticium, Punctularia y Punctulariopsis.

### Géneros
- Dendrocorticium
- Punctularia
- Punctulariopsis